# Aaron Pierre
Aaron Pierre, född 7 juni 1994 i Brixton, London, är en brittisk skådespelare.
Pierre har bland annat medverkat i filmerna Mufasa: Lejonkungen, Old och Brother.

## Filmografi (i urval)
- 2021 – Old
- 2022 – Brother
- 2023 – Foe
- 2024 – Mufasa: Lejonkungen
- 2026 – Goat – bäst i världen